# Pedro Tomás Marqués
Pedro Tomás Marqués (Barcelona, España, 13 de octubre de 1949) es un abogado y dirigente deportivo español. Fue presidente de la Liga de Fútbol Profesional (LFP) de 2001 a 2004, además de ocupar varios cargos directivos en el RCD Espanyol. Actualmente es presidente del Comité de Apelación de la UEFA.

## Biografía
Pedro Tomás estudió en la Escuela Suiza de Barcelona y se licenció en Derecho, especializado en derecho laboral y deportivo. Socio del RCD Espanyol desde los 14 años, en julio de 1978, de la mano del presidente Manuel Meler, ingresó en la junta directiva de la entidad blanquiazul como gerente. Tomás siguió en el cargo con Antonio Baró, que en 1982 reemplazó a Meler al frente del club. En julio de 1989, coincidiendo con el descenso del RCD Espanyol a Segunda División y la dimisión de Baró, Pedro Tomás anunció también su salida del club para retomar la abogacía. Pocos meses después de su marcha, durante la campaña electoral para elegir al sucedor de Baró al frente del club, el presidente accidental, Ferran Martorell, inició una investigación a Pedro Tomás por presuntas irregularidades administrativas, como la falsificación del carnet de socia de Julia García-Valdecasas para que esta pudiese formar parte de la candidatura encabezada por Julio Pardo, a la postre ganador las elecciones. Aunque se llegó a estudiar su expulsión como socio, finalmente Pedro Tomás fue absuelto por la comisión de disciplina del club.
Tras su salida del RCD Espanyol, Pedro Tomás fue director general de Talpen, empresa especializada en la organización de eventos deportivos, hasta que en febrero de 1991, de nuevo Antonio Baró, ahora como presidente de la Liga Nacional de Fútbol Profesional (LFP), le nombró gerente de la patronal de los clubes españoles, cargo que ocupó hasta que en 1996 pasó a ser Secretario General en sustitución de Jesús Samper. Paralelamente, fue presidente del Comité Profesional de la UEFA. Al fallecer Baró, en febrero de 2001, Pedro Tomás se presentó a las elecciones a la presidencia de LaLiga, en competencia con el gerente del Athletic Club, Domingo Guzmán. En los comicios, celebrados el 8 de marzo de 2001, se impuso Tomás con el apoyo de 24 clubes, la mayoría de Segunda División, por delante de los 16 votos que obtuvo su oponente. Pedro Tomás se mantuvo tres años en la presidencia de LaLiga, hasta que la falta de apoyo de los grandes clubes acabó provocando su salida, dos años antes de finalizar su mandato. En junio de 2004 fue destituido por la Comisión Delegada de LaLiga, alegando que la patronal requería un presidente de perfil más institucional que ejecutivo.
En mayo de 2006 Pedro Tomás regresó al RCD Espanyol, ya bajo su nueva denominación, como mano derecha del presidente, Daniel Sánchez Llibre, que le nombró director general ejecutivo de la entidad. Tomás se mantuvo tres años en el cargo, teniendo como eje básico de su gestión el equilibrio de las finanzas del club para hacer posible la construcción del Estadio de Cornellá-El Prat. Aunque había sido considerado uno de los principales candidatos para suceder en la presidencia a Sánchez-Llibre, en septiembre de 2009, tras la inauguración del nuevo campo, rescindió su contrato con el RCD Espanyol.
Tras su salida del RCD Espanyol ha participado en proyectos de la UEFA, como el Programa HatTrick, y en junio de 2010 fue designado para formar parte de la División Ad Hoc del Tribunal de Arbitraje Deportivo (TAS), creada con motivo de la Copa Mundial de Fútbol de Sudáfrica. En enero de 2011 anunció su intención de presentarse a las elecciones a la presidencia de la Federación Catalana de Fútbol, pero un mes después se retractó, denunciando irregularidades en el proceso electoral.
En junio de 2011 fue nombrado presidente del Comité de Apelación de la UEFA para un período de cinco años.